# كورزيتي
كورزيتي (Corzetti) هي نوع من المعكرونة الإيطالية التقليدية في منطقة ليغوريا، شمال غرب إيطاليا ، وهي أيضاً طبق تقليدي في منطقة نوفي ليغوري في بيدمونت من مقاطعة ألساندريا. نشأت هذه المعكرونة في ليغوريا في شمال إيطاليا على الحدود مع فرنسا خلال العصور الوسطى. اسم المعكرونة مستمد من اسم عملة جنوة في القرن الرابع عشر، كورزيتو (corzetto).
لا تزال معكرونة كورزيتي تنتج بكميات قليلة بالقرب من جنوة. أما في الماضي فكان يصنعها الفلاحين المحليين لتتباهى بإستخدامها الأسر الأرستقراطية بدافع عرض مايملكونه من ثروة ومكانة.

## الوصف

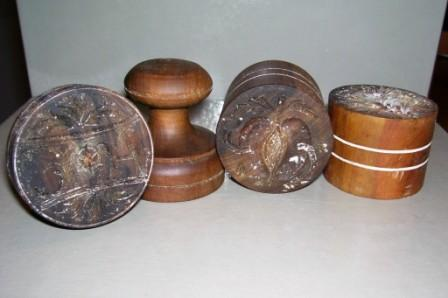
قوالب خشبية تستخدم لنقش المعكرونة

يتم تقطيع شريحة عجينة المعكرونة لدوائر ذات قطر 4 سنتيمتر (1.6 بوصة)  ثم يتم ختمها بختم مميز. الختم قد يكون مصنوع من الخشب المنحوت أو أداة برونزية حادة. يمكن أن يتم الختم يدوياً أو بواسطة آلة إلا أن ختم اليد عادة مايكون أكثر تفصيلا. النقوش الناتجة من الختم تسمح لصلصة المعكرونة  بالالتصاق بشكل أكبر وإضافة نكهة.

## الملاحظات والمراجع
1. ↑  Rebecca Ford (14 أبريل 2007). "Recipe for Croxetti: Traditional Pasta From Liguria". Suite101. Suite101.
2. ↑  "Artisanal Pastas From Italy:Beautiful Shapes Turn A Bowl Of Pasta Into A Gourmet Experience". The Nibble. مؤرشف من الأصل في 2018-01-23. اطلع عليه بتاريخ 2007-10-18.
3. ↑  "The craft made pasta from Liguria". Rosmarino Farm. مؤرشف من الأصل في 2017-05-15. اطلع عليه بتاريخ 2007-10-18.